# Kazatelna (přírodní památka, okres Kroměříž)
Přírodní památka Kazatelna v Chřibech se nachází na katastrálním území města Koryčany v okrese Kroměříž. Jedná se o vypreparovanou skálu z pískovce a slepenců magurského flyše. Skála je vysoká osm metrů a na jejím vrcholu je dvouramenný kříž z roku 1972. Přírodní památka je v péči Krajského úřadu Zlínského kraje.

## Předmět ochrany
Předmětem ochrany je unikátní skalisko z magurského pískovce.

## Přístup
Přírodní památka Kazatelna je vzdálená od Koryčan zhruba 5,5 km po místních komunikacích směrem na východ. Poblíž skály prochází červeně značená turistická trasa, na níž na rozcestí U Mísy navazuje cyklotrasa č. 5150, která vede poblíž další místní přírodní památky - skalního útvaru Kozel.